# Хейгдорн, Джим
Дже́ймс Ли Хе́йгдорн (англ. James Lee Hagedorn), более известный как Джим Хе́йгдорн (англ. Jim Hagedorn; 4 августа 1962, Блу-Эрт — 17 февраля 2022, там же) — американский политик-республиканец из штата Миннесота. Член Палаты представителей Соединенных Штатов от 1-го избирательного округа штата Миннесота, который охватывает большую часть южной трети штата и включает в себя Рочестер, Остин и Манкейто.

## Ранние годы жизни и образование
Джим Хейгдорн родился 4 августа 1962 года в Блу-Эрт, Миннесота в семье политика Тома Хейгдорна и его супруги Кэтлин Хейгдорн (урожденной Миттлштадт). Раннее детство Джима прошло на семейной ферме под городом Труман. Затем в 1975—1983 годах, когда его отец был членом Палаты представителей от Миннесоты, он жил в Вашингтоне.
В 1993 году Хейгдорн окончил Университет Джорджа Мейсона со степенью бакалавра искусств.

## Карьера
После окончания колледжа Хейгдорн служил помощником конгрессмена от Миннесоты Арлана Стрейнджланда.
С 1991 по 1998 годы работал директором по законодательным и общественным вопросам Службы финансового менеджмента Министерства финансов США. Затем был специалистом по делам Конгресса в Бюро гравировки и печати.
Дважды, в 2014 и 2016годах баллотировался в Палату представителей в качестве кандидата от Республиканской партии по 1-му округу Миннесоты. В обоих случаях проигрывал действующему конгрессмену Тиму Уолзу. Одержал победу на выборах 2018 года, опередив кандидата от демократов Даниэля Фихана. Уолз, который выдвинул свою кандидатуру в губернаторы Миннесоты, отказался от переизбрания в Палату.
В Палате представителей является членом следующих комитетов:
- Комитет по сельскому хозяйству[англ.]
  - Подкомитет по животноводству и иностранному сельскому хозяйству[англ.]
  - Подкомитет по питанию, надзору и министерским операциям[англ.]
- Комитет по малому бизнесу[англ.]
  - Подкомитет по развитию сельских районов, сельского хозяйства, торговли и предпринимательства[англ.]
  - Подкомитет по контрактам и рабочей силе[англ.]

## Скандалы
В период с 2002 по 2012 год Хейгдорн вёл блог под псевдонимом «Mr. Conservative». Ряд публикаций в этом блоге содержали противоречивые высказывания, среди которых — сексистские выпады, сомнения в том, что Барак Обама является гражданином США по рождению и, следовательно, в его праве быть президентом США, уничижительное упоминание ветерана в инвалидной коляске, а также шутки о возможной смерти своего политического оппонента. Во время предвыборной кампании 2014 года Хейгдорн принёс «искренние и сердечные извинения» за эти публикации. Однако четыре года спустя, во время кампании 2018 года, представители Национального комитета Республиканской партии по выборам в Конгресс утверждали, что ничего не знают об истории с блогом, и позже охарактеризовали упомянутые публикации как «неуместные».
Несмотря на то, что Хейгдорн никогда не высказывал какой-либо явной враждебности к евреям, он подвергался критике за использование антисемитских высказываний. Так, в 2018 году Национальный комитет Республиканской партии по выборам в Конгресс опубликовал предвыборную брошюру, соперник Хейгдорна на выборах Дэн Фихан и игрок в американский футбол Колин Каперник обвинялись в работе на предпринимателя еврейского происхождения Джорджа Сороса. В 2008 году Хейгдорн написал в своем блоге, что бывший сенатор-демократ Джо Либерман поддержал Иракскую войну только потому что он еврей.

## Семья
Супруга — Дженнифер Карнахан (род. 1976), кореянка, удочерённая американскими родителями. С 2017 года она является председателем Республиканской партии Миннесоты.